# Millam

Millam este o comună în departamentul Nord, Franța. În 1 ianuarie 2022 avea o populație de 843 de locuitori.